# Kaokoland
 (décembre 2016).
1964–1989
Entités précédentes :
- Sud-Ouest africain

Entités suivantes :
- Namibie

Le Kaokoland était un bantoustan autonome situé dans le Nord-Ouest de la Namibie quand le pays, alors appelé Sud-Ouest africain, était administré par l'Afrique du Sud. Il regroupait des populations de l'ethnie Himba.
Kaokoland signifie « pays de Kaoko ».

## Histoire
Le bantoustan du Kaokoland fut créé à la suite du rapport de la commission Odendaal de 1964 mais il n'eut jamais de gouvernement.
Il réintégra la Namibie en mai 1989 dans la région de Kunene.

## Géographie

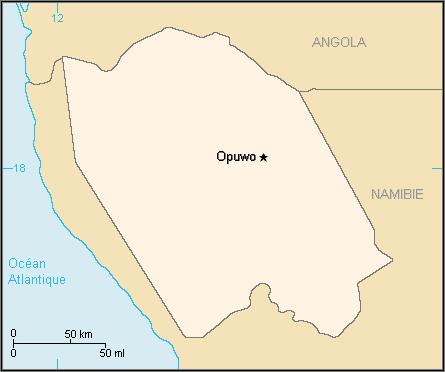
Carte du Kaokoland.

Le Kaokoland se situait dans le Nord-Ouest de la Namibie, à la frontière avec l'Angola. Son territoire, désertique à l'Ouest et semi-désertique à l'Est, était constitué du Nord du désert du Namib et longeait la Côte des squelettes sans jamais avoir accès à l'océan Atlantique. Il était délimité au Nord par le fleuve Kunene et au Sud par la rivière Hoanib.
Le relief est formé d'une succession de petites chaînes montagneuses avec une altitude moyenne de 1 400 mètres. Le point culminant est la montagne Baynes (2 039 mètres d'altitude). Sur le fleuve Kunene, on trouve les chutes de Ruacana (les plus hautes du Kaokoland) avec 120 mètres de haut et 700 mètres de large et les chutes Epupa qui sont, quant à elles, constituées d'une série de cascades s'étendant sur 1,5 kilomètre, avec un dénivelé total de 60 mètres et une largeur de 500 mètres.
Très isolé, le territoire n'a été colonisé que tardivement par les Allemands et constitue un sanctuaire quasiment intact pour la faune et la flore sauvage.

## Population
Le Kaokoland avait été créé pour les Himbas, des Héréros chassés de leurs terres, qui se sont installés dans la région au cours du xvie siècle. Pratiquant le semi-nomadisme, ils se déplacent sur d'immenses territoires pour faire paître leurs troupeaux. En 1964, le territoire était peuplé d'environ 5 000 habitants.
La langue officielle était le himba.

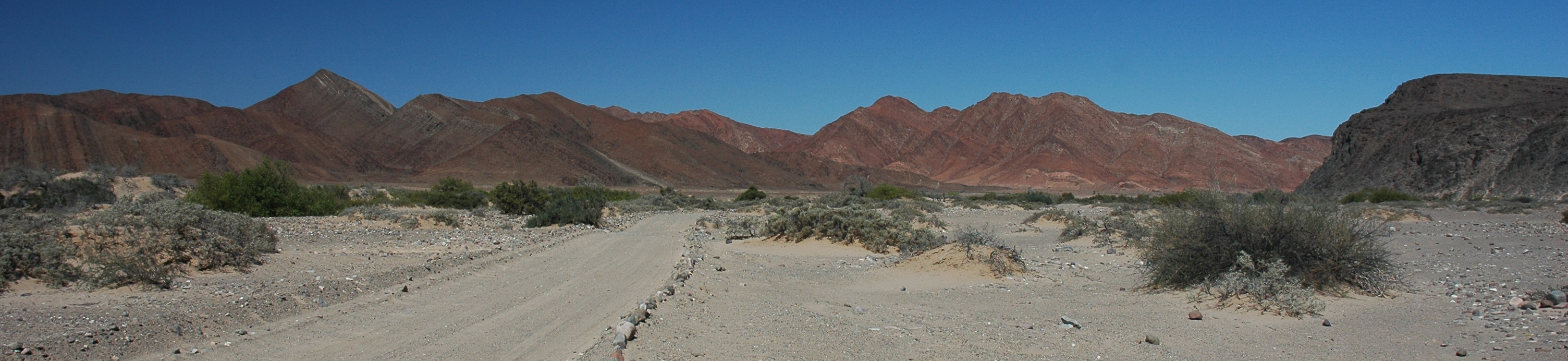
Paysage du Kaokoland.